# 豊川悦司
豊川 悦司（とよかわ えつし、1962年〈昭和37年〉3月18日 - ）は、日本の俳優。愛称は、トヨエツ。大阪府八尾市出身。アルファエージェンシー所属。松戸市立稔台小学校を卒業。八尾市立志紀中学校、大阪府立清水谷高等学校卒業、関西学院大学文学部中退。

## 来歴
関西学院大学文学部在学中は劇研究会（現・劇研究部劇団狸寝入）に所属し、やがて本格的に俳優を志して中退。上京し演劇集団 円の研究生を経て、1983年に渡辺えり子（現・えり）主宰の劇団3○○（さんじゅうまる）に入団。同年、渡辺作・演出による『瞼の母』で初舞台を踏み、1989年に退団するまで7年間の在籍中は数々の舞台に出演。 
退団後は、渡辺の紹介で現在のアルファエージェンシーに移り、1989年に渡邊孝好監督の映画『君は僕をスキになる』のオーディションに受かり、加藤雅也の同僚役で映画初出演。以後、多数の映画・テレビドラマに出演。 
1990年のフジテレビ『あいつがトラブル』の最終回にゲスト出演したのを皮切りに、NHK『赤頭巾快刀乱麻』1991年などいくつかに顔を見せていた。映画では、1990年の北野武監督作『3-4X10月』に出演。
1992年にテレビドラマ『NIGHT HEAD』で武田真治と共に主演して注目を浴びる。深夜枠にもかかわらずカルト的な人気を博す。同年に松岡錠司監督の映画『きらきらひかる』で岸田睦月役を務める。日本アカデミー賞、ヨコハマ映画祭などの新人賞を多数受賞し、エランドール賞新人賞も受賞。20代女性を中心にブレイクを果たす。
1994年にテレビドラマ『この世の果て』や『この愛に生きて』などの話題作に出演し、一般にも認知されるようになった。
1995年に映画『Love Letter』（岩井俊二監督作品）で秋葉茂役を務め、第19回日本アカデミー賞にて優秀助演男優賞と話題賞を受賞。同年に『愛していると言ってくれ』にて耳が不自由な青年画家役として、障害を乗り越えながら愛を深めていく姿を演じ、最高視聴率28.1%を記録した。
1997年にテレビドラマ『青い鳥』のヘアメイクを担当していた女性と結婚し、一男一女を儲けたが、2005年12月31日に離婚、子供は妻が引き取った。
1999年に放送されたテレビドラマ『危険な関係』に出演し、話題になった。 
2001年、放送された春クールの主演ドラマ『Love Story』（中山美穂とW主演）の平均視聴率が20%越えを達成した。
以後、2003年に放送されたテレビドラマ『Et Alors－エ・アロール－』、2006年に放送されたテレビドラマ『弁護士のくず』といったドラマに出演した。
2008年、自宅でカキ鍋を食していたところ、突然体調を崩して救急車で病院に搬送されるという事態が発生した。原因は鍋の中の具材（どの具材が症状を引き起こしたかは不明）によるアナフィラキシーショックだったが、症状は軽く済んだ。
2011年、第36回湯布院映画祭にて平山秀幸監督の『必死剣鳥刺し』、瀧本智行監督の『犯人に告ぐ』、阪本順治監督の『傷だらけの天使』、行定勲監督の『今度は愛妻家』の4作品が特集上映される。上映後は行定勲監督とのトークショーが開催された。同年にNHK大河ドラマ『江・姫たちの戦国』に出演し、織田信長役を務めた。
2015年5月、元エステティシャンの女性との再婚と女児の誕生を公表。

## エピソード

### 子供時代
商売（詳細は不明）をする両親と、3歳年上の姉のもとで育つ。両親が仕事で忙しく夜遅くまで帰って来なかったため、帰宅後はお菓子などを自由に食べ、このため当時は肥満児で性格も地味だった。小学生時代の将来の夢は、畳屋さん。
親の仕事の関係での引っ越しが多く、学校に馴染んだ頃に転校になったため友達作りに苦労した。イジメはなかったが言葉(方言)にも苦労し、中学生の頃に大阪から千葉に引っ越した後、再び大阪に戻った時はその都度同級生に話し方をからかわれた。
ちなみに姉との仲は良く、子供の頃から本人が高校生の頃まで同部屋で、二段ベッドで寝起きしていた。また当時は姉の影響で、主に『りぼん』や『別冊マーガレット』などの少女漫画を読んでいた。
高校在学中の進路を考える頃、姉は大阪の自宅から京都の同志社大学に通っていた。すると父親から「お前も同志社大学に行け、（姉と）二人で京都で下宿していいぞ」と言われた。しかし高校卒業後も姉と一緒に暮らすのはさすがに気が進まなかったことから、兵庫県にある関西学院大学に進学した。実は本来大学進学は考えておらず、高校卒業後に世界を放浪したいと思っていた。しかし親から「世界を放浪するなら大学を出てからやりなさい」と猛反対されたため、大学に進学することにした。

### 芝居との出会い
大学進学後は寮生活を始めたが、それまで芝居には興味なかった。寮の目の前に演劇部の部室があり、ある日自室からボケッと練習を見ていた所、部員に誘われて入部。
7月に入部して練習に参加した後、8月か9月の公演に端役として出演。台詞は1つか2つだったが、この舞台で人前に立つ快感を感じたことから、以後芝居にハマった。
本格的に演劇をやりたいと思うようになり、2年生で大学を中退して上京。後日、渡辺えり主宰の「劇団3○○」の舞台を観てその芝居に感激し、公演直後「劇団に入れて下さい」と直訴して入団した。その後劇団が過渡期になったらしく初期メンバーが抜けたこともあり、7年在籍した「劇団3○○」を退団。本人によると、退団後の舞台出演は30歳の頃に1回だけやったのが最後とのこと(2022年現時点)。

### 演技に関して
実在の人物を演じる時は、できるだけ事前に本人に会っておくという癖がある。本人によると、その人が本当に存在していた証を確かめたくなるとのこと。織田信長など故人の場合でも、その人の墓参りに行くなどしている。
本人は「役者としてはわりと役に“飛び込む”のをウジウジ考えてから演じるタイプ」と自己分析している。
役者をする上で大事にしていることは、「自分の気持ちが冷めないよう、各作品の出演期間に一定の“温度”を保つこと」。また、内容が似たような作品にはなるべく連続で出演しないようにしている。

## 人物
- 俳優以外に、脚本や監督などの活動も行なっているが、バラエティ番組には滅多に登場しない。公私混同を非常に嫌がり、マスコミからの取材も断り、ミステリアスなイメージを堅守している[7]。2016年9月2日、『あさイチ』内「プレミアムトーク」に出演してトーク番組に初出演を果たした[8]。
- NHKの番組をこよなく愛し、19:00 - 22:00過ぎまでほとんど総合テレビの番組を視聴している。1番のお気に入り番組は映画『後妻業の女』の共演者でもある笑福亭鶴瓶の冠番組『鶴瓶の家族に乾杯』である[9]。また、『NHKニュース7』のメインキャスターを務めた同局アナウンサーの武田真一のファンであることも公言しており、ニュースキャスターの役が来たら武田を参考にしたいとも述べている[10]。
- 共演が多い寺島しのぶ[注釈 8]からは畏怖とも呼べる印象を抱かれている[11]。彼女ついて、「役への飛び込み方がカッコよく、尊敬しています。役者として刺激ももらえるし、やりやすい。“この人とだったら一緒に役に飛び込めるな”みたいな雰囲気を作ってくれる」と評している[4]。
- 趣味はサーフィンで、40歳を過ぎた頃から始めて2022年現在で15、6年になる[注釈 9]。
- 韓国の6人組ガールズグループ「MADEIN」の日本人メンバー、セリナ（斉藤芹菜）は姪である[12]。

## 出演

### テレビドラマ
- 木曜ゴールデンドラマ「嫁・姑・大姑3」（1989年、よみうりテレビ）
- あいつがトラブル 最終回（1990年、フジテレビ） - 犯人の一人 役
- 火曜ミステリー劇場「西村寿行スペシャル 犬笛」（1990年、テレビ朝日）
- 代表取締役刑事 第16話「泥棒日記」（1991年、テレビ朝日 / 石原プロ）
- 世にも奇妙な物語（フジテレビ）
  - 第2シリーズ「受験生」（1991年） - 高田浩平 役
  - 冬の特別編「ルナティック・ラヴ」（1994年） - 主演・僕 役
- 金曜ドラマ「赤頭巾快刀乱麻」（1991年、NHK総合） - 松 役
- 夢みるくらい、いいじゃない（1991年、日本テレビ）
- 木曜劇場（フジテレビ）
  - しゃぼん玉（1991年） - 榊晃次 役
  - この愛に生きて（1994年） - 植草聖一 役
  - 危険な関係（1999年） - 主演・魚住新児 役
- 大河ドラマ（NHK） 
  - 太平記（1991年） - 吉次 役
  - 炎立つ（1993年） - 清原家衡 役
  - 江〜姫たちの戦国〜（2011年） - 織田信長 役
- 七人の女弁護士 第2シリーズ 第7話（1991年、テレビ朝日）
- さすらい刑事旅情編IV 第5話（1991年、テレビ朝日）
- 本当にあった怖い話 「幽霊刑事」（1992年、テレビ朝日）
- さよならをもう一度（1992年、フジテレビ）
- 裏刑事-URADEKA- 第3話（1992年、朝日放送） - 中西 役
- いとこ同志（1992年、日本テレビ） - 三矢夏彦 役
- 青春牡丹灯篭（1993年、NHK総合） - 主演・新三郎 役（W主演：宮沢りえ）
- お茶の間（1993年、よみうりテレビ） - 長崎 役
- NIGHT HEAD（1992年、フジテレビ） - 主演・霧原直人 役（W主演：武田真治）
  - NIGHT HEAD THE OTHER SIDE（1992年12月24日、フジテレビ） - 霧原直人 役
- RUN（1993年、TBS） - 石原裕一 役
- 月曜サスペンスシリーズ（関西テレビ制作・フジテレビ系）
  - サスペンス・魔「燃える秘密」（1993年） - 京一 役
  - 特選!黒のサスペンス「喪失」（1993年） - 九島守一 役
- 月曜ドラマスペシャル（TBS）
  - 殺人の駒音（1993年、東宝） - 谷山竜将 役
  - 同窓会へようこそ〜遅すぎた夏の帰郷（1999年） - 主演・坂木旬一 役
- 郷土の偉人シリーズ（テレビ熊本）
  - 明治青春伝〜孫文と宮崎四兄弟 アジアの自由と独立の旗の下に〜（1993年11月3日、テレビ熊本開局25周年特別番組） - 宮崎彌蔵 役
- 海が見たいと君が言って（1994年、フジテレビ） - 澤木祐介 役（声の出演）
- この世の果て（1994年、フジテレビ） - 神矢征司 役
- 金曜ドラマ（TBS）
  - 愛していると言ってくれ（1995年） - 主演・榊晃次 役（W主演：常盤貴子）
  - 青い鳥（1997年） - 主演・柴田理森 役
- つげ義春ワールド「散歩の日々」（1998年9月29日（28日深夜）、テレビ東京） - 主演・わたし 役
- 兄弟 〜兄さん、お願いだから死んでくれ〜（1999年、テレビ朝日開局40周年記念スペシャル） - 主演・中西禮三（W主演：ビートたけし）
- 新春ヒューマンドラマスペシャル「17年目のパパへ」（2001年、TBS） - 主演・唐木新次 役（W主演：深田恭子）
- 女と愛とミステリー「松本清張特別企画・わるいやつら」（2001年、テレビ東京） - 主演・戸谷信一 役
- 東芝日曜劇場「Love Story」（2001年4月15日 - 6月24日、TBS） - 主演・永瀬康 役
- 土曜特集ドラマ「至上の恋 愛は海を越えて」（2001年、NHK総合） - 主演・師岡 役
- ビートたけし原作ドラマ「少年」 第2話「星の巣」（2002年、TBS） - 主演
- 失われた約束 引き裂かれた愛の行方（2003年、関西テレビ） - 主演・篠原淳一 役
- Et Alors－エ・アロール－（2003年、TBS） - 主演・来栖貴文
- ドラマW「自由戀愛」（2005年、WOWOW） - 主演・磐井優一郎 役（トリプル主演：長谷川京子、木村佳乃）
- 青春の門－筑豊篇－（2005年、TBSテレビ放送50周年スペシャルドラマ） - 伊吹重蔵 役
- 太宰治物語（2005年、TBS） - 主演・太宰治 役
- 弁護士のくず（2006年4月 - 6月、TBS） - 主演・九頭元人 役
- ビューティフルレイン（2012年7月 - 9月、フジテレビ） - 主演・木下圭介 役（W主演：芦田愛菜）
- 連続ドラマW「荒地の恋」（2016年1月 - 2月、WOWOW） - 主演・北沢太郎 役[13]
- 漱石悶々 夏目漱石最後の恋 京都祇園の二十九日間（2016年12月10日、NHK BSプレミアム） - 主演・夏目漱石 役（W主演：宮沢りえ）
- 連続テレビ小説「半分、青い。」（2018年4月2日 - 9月28日、NHK総合） - 秋風羽織 役[14][15][16]
- 逃亡者（2020年12月5日・6日、テレビ朝日開局60周年記念ドラマスペシャル） - 保坂正巳 役[17]
- ウチの娘は、彼氏が出来ない!! 第7話 - 最終話（2021年2月24日 - 3月17日、日本テレビ） - 一ノ瀬風雅 役[18]

### ネットドラマ
- No Activity/本日も異状なし（2021年12月17日、全6話、Amazon Prime Video) - 主演・時田信吾 役（W主演：中村倫也）[19]
  - No Activity Season2（2024年9月13日、全6話、Amazon Prime Video） - 同上[20]
- 地面師たち（2024年7月25日、全7話、Netflix） - 主演・ハリソン山中 役（W主演：綾野剛）[21][22]

### 映画
- 君は僕をスキになる（1989年）
- 病院へ行こう（1990年）
- 3-4X10月（1990年） - 沖縄連合組長 役
- ザ・ヒットマン 血はバラの匂い（1991年）
- 12人の優しい日本人（1991年） - 陪審員11号 役
- 課長島耕作（1992年） - 樫村健三 役
- きらきらひかる（1992年） - 主演・岸田睦月 役（トリプル主演：薬師丸ひろ子、筒井道隆）
- 釣りバカ日誌6（1993年） - 立花記者 役
- undo（1994年） - 主演・由紀夫 役（W主演：山口智子）
- エンジェル・ダスト（1994年） - トモオ 役
- 居酒屋ゆうれい（1994年） - 杉本延也 役
- NIGHT HEAD 劇場版（1994年） - 主演・霧原直人 役（W主演：武田真治）
- Love Letter（1995年） - 秋葉茂 役
- NO WAY BACK 逃走遊戯（1995年） - 主演・ユウジ・コバヤシ 役（W主演：ラッセル・クロウ）
- トイレの花子さん（1995年） - 坂本雄二 役
- 男たちのかいた絵（1996年） - 主演・鶴丸杉夫、鶴丸松夫 役
- 八つ墓村（1996年） - 主演・金田一耕助 役
- 傷だらけの天使（1997年） - 主演・木田満 役（W主演：真木蔵人）
  - 愚か者 傷だらけの天使（1998年） - 木田満 役
- MISTY（1997年） - 主演・多襄丸 役（トリプル主演：天海祐希、金城武）
- Lie lie Lie（1997年） - 主演・相川真 役（トリプル主演：佐藤浩市、鈴木保奈美）
- 千年旅人（1999年） - 主演・ツルギ 役（トリプル主演：大沢たかお、yuma）
- ざわざわ下北沢（2001年）
- 顔（2000年） - 中上洋行 役
- 新・仁義なき戦い。（2000年） - 主演・門谷甲子男 役（W主演：布袋寅泰）
- DOG STAR／ドッグ・スター（2002年） - 主演・シロー 役（W主演：井川遥）
- 命（2002年） - 主演・東由多加 役（W主演：江角マキコ）
- さヾなみ（2002年） - 玉水龍男 役
- MOON CHILD（2003年） - ルカ 役
- 丹下左膳 百万両の壺（2004年） - 主演・丹下左膳 役
- 北の零年（2005年） - アシリカ（会津藩士・高津政之） 役
- レイクサイド マーダーケース（2005年） - 津久見勝 役
- ハサミ男（2005年） - 主演・安永 役（W主演：麻生久美子）
- ビートキッズ（2005年） - エージの父親 役
- 妖怪大戦争（2005年） - 加藤保憲 役
- 自由戀愛（2005年） - 主演・磐井優一郎 役（トリプル主演：長谷川京子、木村佳乃） ※テレビドラマの劇場公開版
- 大停電の夜に（2005年） - 主演・木戸晋一 役
- 疾走（2005年） - 神父 役
- やわらかい生活（2006年） - 橘祥一 役
- 日本沈没（2006年） - 田所雄介博士 役
- LOFT ロフト（2006年） - 主演・吉岡誠 役
- フラガール（2006年） - 谷川洋二朗 役
- ありがとう（2006年）
- 愛の流刑地（2007年） - 主演・村尾菊治 役（W主演：寺島しのぶ）
- 魂萌え!（2007年） - 野田 役
- サウスバウンド（2007年） - 主演・上原一郎 役（W主演：天海祐希）
- 犯人に告ぐ（2007年） - 主演・巻島史彦 役
- 椿三十郎（2007年） - 室戸半兵衛 役
- 接吻（2008年） - 坂口秋生 役
- 犬と私の10の約束（2008年） - 斉藤祐市 役
- 石内尋常高等小学校 花は散れども（2008年） - 山崎良人 役
- 本格科学冒険映画 20世紀少年 3部作 - オッチョ（落合長治） 役
  - 20世紀少年 <第1章> 終わりの始まり（2008年）
  - 20世紀少年 <第2章> 最後の希望（2009年）
  - 20世紀少年 <最終章> ぼくらの旗（2009年）
- 今度は愛妻家（2010年） - 主演・北見俊介 役（W主演：薬師丸ひろ子）
- 必死剣 鳥刺し（2010年） - 主演・兼見三左エ門 役
- 一枚のハガキ（2011年） - 主演・松山啓太 役（W主演：大竹しのぶ）
- プラチナデータ（2013年） - 浅間玲司 役
- 人類資金（2013年） - ハリー遠藤 役
- ジャッジ!（2014年） - 大滝一郎 役
- 春を背負って（2014年） - 多田悟郎 役
- 娚の一生（2015年） - 主演・海江田醇 役（W主演：榮倉奈々）
- 後妻業の女（2016年） - 柏木亨 役[23]
- 3月のライオン（2017年） - 幸田柾近 役
- ラプラスの魔女（2018年） - 甘粕才生 役[24]
- のみとり侍（2018年） - 清兵衛 役
- パンク侍、斬られて候（2018年） - 内藤帯刀 役
- 散り椿（2018年） - ナレーション
- サムライマラソン（2019年） - 五百鬼祐虎 役
- パラダイス・ネクスト（2019年） - 主演・島 役（W主演：妻夫木聡）
- ミッドウェイ（2019年） - 山本五十六 役
- ラストレター（2020年） - 阿藤 役
- 一度も撃ってません（2020年） - 周雄 役
- 子供はわかってあげない（2021年） - 藁谷友充 役
- いとみち（2021年6月25日） - 相馬耕一 役
- 鳩の撃退法（2021年8月27日） - 倉田健次郎 役[25]
- 弟とアンドロイドと僕（2022年1月7日） - 主演・桐生薫 役
- キングダム2 遥かなる大地へ（2022年7月15日、東宝 / ソニー・ピクチャーズ エンタテインメント） - 麃公 役[26][27]
- あちらにいる鬼（2022年11月11日） - 主演・白木篤郎 役（W主演：寺島しのぶ）[28]
- そして僕は途方に暮れる（2023年1月13日） - 菅原浩二 役[29]
- 仕掛人・藤枝梅安（2023年2月3日） - 主演・藤枝梅安 役[30]
  - 仕掛人・藤枝梅安2（2023年4月7日） - 同上
- リボルバー・リリー（2023年8月11日） - 細見欣也 役[31]

### オリジナルビデオ
- タフ PART Ⅰ 誕生篇（1990年） - アウトロー 役
- 女教師・濡れたピアノの下で（1991年） - 郷田竜 役
- 獣のように 完結編（1992年）
- 実相寺昭雄の不思議館『受胎告知』（1992年）

### 舞台
- あわれ彼女は娼婦（1993年） - 主演（W主演：深津絵里）
- 新宿梁山泊 第77回公演「おちょこの傘持つメリー・ポピンズ」（2024年）[32]

### テレビアニメ
- アーヤと魔女（2020年、NHK総合） - マンドレーク 役[33]

### ゲーム
- ロストオデッセイ（2007年） - カイム・アラゴナー 役

### ドキュメンタリー
- ハイビジョン特集 もっと知りたいギリシャ「エーゲ海 紺碧の迷宮」（2004年8月8日、NHK総合） - 旅人
- 世界・時の旅人「ルパンに食われた男 モーリス・ルブラン（2005年11月18日、NHK BSプレミアム） - リポーター
- NHKスペシャル（NHK総合）
  - 昔 父は日本人を殺した〜ピュリツァー賞作家が見た沖縄戦〜（2011年6月19日） - デール・マハリッジのモノローグを朗読
  - ”夜の街“で生きる〜歌舞伎町 試練の冬〜（2021年1月30日） - 語り
  - 新・ドキュメント太平洋戦争「1941 第1回 開戦」（前編・後編）（2021年12月4日・5日） ※ 朗読
  - オウム真理教 狂気の“11月戦争”（2025年3月20日）- 語り[34]
- バルテュスと彼女たちの関係（2014年5月17日、NHK BSプレミアム） - ナビゲーター
- プラネットアースII（2016年12月25日 - 2017年2月19日、NHK BSプレミアム） - ナレーション
  - NHKスペシャル「ブループラネット」（2018年5月6日 - 7月7日、NHK総合 / 完全版：2018年12月18日 - 2019年3月28日） - ナレーション
- NNNドキュメント’24「釜ヶ崎の肖像 明日への3000枚」（2024年2月25日、読売テレビ） - ナレーション

### 教育番組
- さすらいのとどうふ犬 シロウ（NHK Eテレ） - シロウの声 役

### CM
- キッコーマン トライアングル
- JT セブンスター（たばこ事業法第40条の施行により、最後のTV・CMとなる）
- アウディ
- KDDI
- サッポロビール「黒ラベル」（共演：山﨑努）
- キリンビール
  - 「円熟」発泡酒、「澄みきり」新ジャンル（2013年5月 - ）
  - 「キリン一番搾り生ビール」『おいしいビールへ篇』（2021年 - ）
  - 「キリン一番搾り 糖質ゼロ」
    - 『庭仕事のあと篇』・『フライドポテト篇』（2023年7月 - ）[35]
    - 『いい時代篇』（2024年7月 - ）[36]
    - 『代弁する娘』・『認めたくない父』篇（2025年1月 - ）
- Apple Computer - ナレーション
- 大日本除虫菊 キンチョール
- 大塚製薬 SOYJOY（2007年 - ）
- 日産・ティアナ
- 公共広告機構（現：ACジャパン） WFP国際連合世界食糧計画「hope」（2008年） - ナレーション
- アサヒビール「クールドラフト」発泡酒
- リクルートエージェント
- NTT西日本
- トヨタグループ
  - トヨタ自動車
    - カローラスパシオ
    - クラウン（2015年）[37]

  - ダイハツ工業「タントカスタム」[38]
    - 二代目後期型
      - 『あたらしいね（フィッシュ配り）篇/（オフィスラブ）篇』（2010年10月 - ）

    - 三代目前期型
      - 『ティザー篇』（2013年9月）
      - 『スタイル篇』（2013年10月 - ）
      - 『インテリア篇』（2013年10月 - ）

  - 豊田通商（2015年 - ）
- 日清食品「日清ラ王」（2011年5月 - ）
- ジャパンゲートウェイ / ラボーテ・ジャポン「Rigaos」
- 味の素「鍋キューブ」『うまさ溶け出す篇』・『ひとりにひとつ篇』（2015年 - ）
- 三井住友VISAカード 『最高が似合う人篇』（三井住友プラチナカード）（2016年1月 - ）
- 花王「アタックNeo抗菌EX Wパワー」 （2017年5月 - ）
- プラスアルファ・コンサルティング タレントパレット 科学的人事戦略 「モチベーション」篇「未来」篇 (2019年11月 -)[39]
- GYAO!（2019年 - 2020年）
- サイボウズ「Kintone」『たのしそうな部長篇』・『一筋縄ではいかない業務篇』（2023年10月 - ）[40]

## 原案・脚本・演出作品
- つげ義春ワールド（テレビ東京）
  - 退屈な部屋（1998年） - 監督
  - 懐かしいひと（1998年） - 監督
- 美少女H「父、帰る…」（1998年、フジテレビ） - 演出・脚本
- 世にも奇妙な物語 春の特別編 (2000年)「冷やす女」（フジテレビ） - 脚本・監督
- 賢者の贈り物「賢者の行進」（2001年、広島ホームテレビ） - 原案
- 夫婦漫才（2001年、TBS） - 原作・演出・脚本
- LOVERS「聖セバスチャンヌの掌」（2003年、TBS） - 演出・脚本
- スペシャルドラマ 恋愛小説「十八の夏」（2006年、TBS） - 演出

### テレビ演出家・豊川悦司の特徴
初期は、監督やテレビ演出家をあえて重要な役に配していた。例えば「父、帰る…」では清水千賀扮するヒロインの父親役には『この愛に生きて』『星になった少年』の河毛俊作、「冷やす女」では水野美紀扮するヒロインが冷凍する亡き恋人役に『千年旅人』の辻仁成、そして「退屈な部屋」「懐かしいひと」では主人公・津部役に『二十才の微熱』『ぐるりのこと。』の橋口亮輔を起用している。『夫婦漫才』では、ヒロイン・中山美穂の晩年役に、吉本新喜劇の女優・中山美保を起用する遊びをやっていた。

## 書籍
- 秋風羽織の教え 人生は半分、青い。（秋風羽織名義、北川悦吏子と共著）

## 受賞歴

### 映画
- 『きらきらひかる』『課長島耕作』（1992年度）
  - 第14回ヨコハマ映画祭最優秀新人賞（『12人の優しい日本人』と合わせて）
  - 第18回おおさか映画祭助演男優賞
  - 第16回日本アカデミー賞新人俳優賞
- 『Love Letter』（1995年度）
  - 第20回報知映画賞 最優秀助演男優賞
  - 第17回ヨコハマ映画祭 主演男優賞
  - 第10回高崎映画祭 最優秀助演男優賞
  - 第19回日本アカデミー賞 優秀助演男優賞、話題賞
- 『八つ墓村』（1996年度）
  - 第20回日本アカデミー賞 優秀主演男優賞[41]
- 『傷だらけの天使』（1997年度）
  - 第12回高崎映画祭 最優秀主演男優賞
- 『新・仁義なき戦い』（2000年度）
  - 第15回高崎映画祭 最優秀主演男優賞
- 『命』（2002年度）
  - 第26回日本アカデミー賞 優秀主演男優賞[42]
- 『北の零年』（2005年度）
  - 第29回日本アカデミー賞 優秀助演男優賞
- 『魂萌え!』『椿三十郎』（2007年度）
  - 第3回おおさかシネマフェスティバル 助演男優賞
- 『接吻』（2008年度）
  - 第23回高崎映画祭 最優秀助演男優賞
- 『必死剣鳥刺し』（2010年度）
  - 第35回報知映画賞 最優秀主演男優賞（『今度は愛妻家』と合わせて）
  - 第32回ヨコハマ映画祭 主演男優賞（『今度は愛妻家』と合わせて）
  - 第84回キネマ旬報ベスト・テン 主演男優賞（『今度は愛妻家』と合わせて）
  - 第20回東京スポーツ映画大賞 主演男優賞（『今度は愛妻家』と合わせて）
  - 第34回日本アカデミー賞 優秀主演男優賞[43]

### テレビドラマ
- 1995年 第6回ザテレビジョンドラマアカデミー賞 主演男優賞 / ベストドレッサー賞（『愛していると言ってくれ』）[44][45]
- 1999年 第23回ザテレビジョンドラマアカデミー賞 主演男優賞（『危険な関係』）[46]
- 第49回ザテレビジョンドラマアカデミー賞 主演男優賞（『弁護士のくず』）[47]

### その他
- 1993年 エランドール賞 新人賞
- 1995年 第33回ゴールデン・アロー賞 グランプリ
- 2008 48th ACC CM FESTIVAL ベスト演技賞（大塚製薬「SOYJOY」）